# Grønne cykelruter

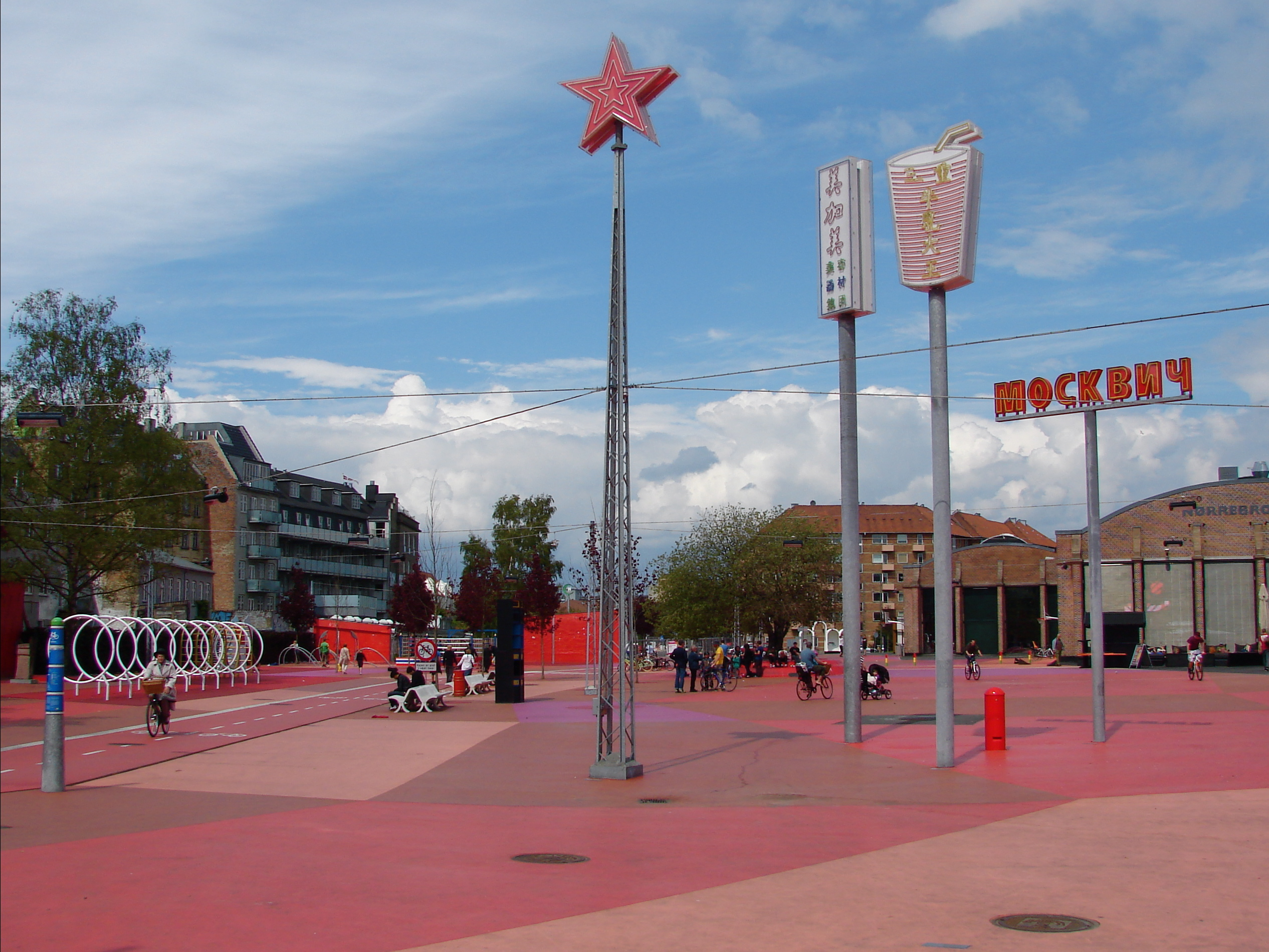
Der första gröna cykelstråket passera Röda Torget i Superkilen

Grønne cykelruter är ett namn för ett antal cykelstråk, som finns eller planeras i  Köpenhamns och Frederiksbergs kommuner.
I planering finns 22 grønne cykelruter med omkring 115 kilometers längd, varav en tredjedel är befintliga cykelvägar genom parker och andra lugna områden. Fyllt utbyggt ska nätet av vägar täcka ett område från Ryvang i norr över Husum till Ørestad i söder. 
De första cykelstråket Nørrebroruten går från Hellerup genom Nørrebro och Frederiksberg till Valby. Stråket går bland annat genom  Nørrebroparken och Superkilen, och korsar Åboulevarden på en särskild cykelbro som öppnades 2008..
Grønne cykelruter syftar till att främja säker cykeltrafik i Köpenhamn.